# Tectaria cynthiae
Tectaria cynthiae är en ormbunkeart som beskrevs av L. D. Gómez. Tectaria cynthiae ingår i släktet Tectaria och familjen Tectariaceae. Inga underarter finns listade.